# Robert Maurency
Robert Maurency (ur. 17 października 1970) – australijski judoka.
Startował w Pucharze Świata w 1999. Srebrny medalista mistrzostw Oceanii w 1996. Mistrz Australii w 1994 roku.